# Mística (Marvel Comics)
Raven Darkhölme, mais conhecida pelo alter ego Mística (nome original em inglês: Mystique), é uma personagem do Universo Marvel publicado pela Marvel Comics, aparecendo com mais frequência nas histórias dos X-Men.

## Biografia
Desde muito nova, Raven Darkhölme aprendeu a controlar seu dom mutante de metamorfose. De acordo com um retcon escrito pelo roteirista Chuck Austen, ela teve um relacionamento, na Alemanha, com o mutante Azazel (enquanto era casada com o Barão Christian Wagner) até o dia em que ela deu à luz Kurt Wagner, um mutante dotado de pele azul e aparência demoníaca (parecido com Azazel), que mais tarde se tornaria o Noturno dos X-Men. Perseguida pela ira dos habitantes locais, foi obrigada a jogar o recém-nascido em um rio para salvar sua própria vida.
Incapaz de mostrar seu verdadeiro rosto, com medo de discriminação, Mística se tornou uma mestra em manipular as pessoas e em mentir para garantir sua sobrevivência com os humanos. Mas usar seus poderes em prol da humanidade mostrou-se cada vez mais difícil e a cada insucesso ela ficava mais frustrada e raivosa. Em razão disso, passou a acreditar que a humanidade era sua ferrenha inimiga.
Assim, Mística veio a agir como mercenária, trabalhando para a Hidra e, posteriormente, sendo a responsável pela segunda formação da Irmandade de Mutantes, que ganhou notoriedade ao tentar assassinar o Senador Robert Kelly, um ativista antimutante. Eles foram impedidos nessa e em muitas outras ocasiões pelos X-Men.
Mística viveu um caso amoroso com sua companheira de equipe Irene Adler, também conhecida como Sina, e as duas adotaram uma jovem que mais tarde seria uma integrante de sua equipe, a mutante Vampira. Portanto, Mística é bissexual. O fanatismo de Mística e a sua incapacidade de ajudar no controle dos poderes de Vampira, fez com que essa pedisse ajuda a Charles Xavier e passasse então a integrar os X-Men, partindo o coração de sua mãe. Vampira era a terceira filha que ela perdia. O primeiro fora Noturno e o segundo fora Graydon Creed, o qual foi abandonado por Mística em um colégio interno, visto que ela nunca aceitou sua condição de humano.
Posteriormente, ela conseguiu indulto por seus crimes ao vincular a Irmandade de Mutantes ao governo americano com o nome de Força Federal. Nesta fase, executou várias missões ordenadas pelo governo, como a prisão de Magneto e até mesmo dos Vingadores,  que eram investigados por traição. Também foram responsáveis pela captura do mutante fugitivo Rusty Collins que estava sob a proteção da primeira Fator X.
Quando a Força Federal acabou, devido à morte de vários dos seus membros, uma nova formação da Fator X assumiu seu lugar como conexão do governo, mediada por Charles Xavier e Valerie Cooper. Coincidiu com isso o fato de Sina ser assassinada por Legião (filho de Charles Xavier), fazendo Mística ficar mentalmente instável. Ela foi amparada por Forge, que tinha terminado seu relacionamento com Tempestade recentemente. O enlaço dos dois havia sido precarizado por Sina, que era uma mutante com o dom de ver o futuro. Logo, eles iniciaram um romance, sendo que Mística aproveitou esse tempo para investigar os experimentos de Forge. Quando ele foi atacado por Trevor Fitzroy, membro dos Upstarts, ela o ajudou, sumindo em seguida.
Reapareceu um tempo depois, tentando matar Legião como uma forma de vingar a morte de Sina. Porém, isso coincidiu com os eventos que deram início à Era do Apocalipse, quando Legião morreu. Mística foi, então, capturada pelo Fator X e obrigada, por meio da implantação de um inibidor neural que a impedia de usar livremente seu poder, a trabalhar com a equipe por um bom tempo.
Mesmo mantida em constante vigilância pelos demais membros da equipe, com o tempo ela conseguiu desativar o mecanismo, mas permaneceu no grupo por razões próprias, até que um menino mutante que ela protegia, Trevor Chase, foi agredido por militantes dos Amigos da Humanidade. Como vingança, ela planejou com sucesso a morte do líder da entidade: seu próprio filho franklin Creed (embora atualmente haja divergência sobre o real objetivo de Mística ao planejar o suposto assassinato).
Ela, em seguida abandonou após o X-Factor, quando descobriu que o governo havia implantado Dente-de-Sabre para matar o grupo. Decidida a matar o Senador Robert Kelly, ela mais uma vez reuniu a Irmandade de Mutantes e foi novamente impedida pelos X-Men, em uma batalha que custou a morte de Moira McTaggert e que fez Mística ferir gravemente Vampira. Mística também não saiu ilesa e ficou hospitalizada por meses. Recuperando-se em segredo, inflitrou-se na recém formada Tropa X (liderada por Banshee. Manipulando todo o grupo, deflagrou um enorme ataque sobre os principais centros europeus, objetivando iniciar a guerra entre mutantes e humanos, da qual acreditava que os mutantes sairiam vencedores. Durante o ataque, acabou matando Solar e cortou a garganta de Banshee.
Presa após o ataque, ela logo fugiu. Posteriormente atuou como operativa secreta do Professor Xavier, em missões arriscadas e secretas, em troca de proteção contra os inúmeros inimigos que adquiriu e ameaçavam sua vida. Porém, quando tentou trair o Professor, foi dispensada.
Atualmente, após trair os X-Men novamente, ela foi caçada por Wolverine, que a deixou mortalmente ferida e furiosa a mercê da própria sorte no meio de um deserto, declarando: "Eu irei ligar para meus amigos para virem me pegar, você não tem ninguém que se importe com você o suficiente para lhe salvar...".
Raven Darkhome é a mutante mais bem preparada para enfrentar um problema. Lutou junto com a S.H.I.E.L.D. na guerra humano-mutante. É habilidosa e sabe controlar muito bem seu poder de metamorfose.
Vivenciou muitos conflitos em favor de Magneto junto de seu atual amante, James Howlet.
Mas seus problemas ainda nem começaram, pois há evidencias de que seu parceiro esteja envolvido com o rebelde humano Nick Fury.
Junto com seu marido James Howllet e seus filhos Kurt Wagner, Anna Marie, e seus companheiros de equipe Jessica Drew e Groxo, formaram o Esquadrão Vermelho na grande saga.

## Principais amigos e familiares
Mística tem dois filhos. Um é o mutante Kurt Wagner, o Noturno, cujo pai é outro mutante, chamado Azazel. O sobrenome de Kurt vem do barão alemão Christian Wagner, com quem Mística era casada na época; e o outro se chama Graydon Creed (morto), o antigo líder dos Amigos da Humanidade, uma sociedade antimutante. O pai de Graydon é Victor Creed, o Dentes-de-Sabre.
Manteve também um relacionamento amoroso com a mutante Sina, criando com ela a mutante Vampira, como filha, durante dez anos. Com a morte de Sina, tomou para si a responsabilidade de proteger o jovem mutante Trevor Chase, neto de sua companheira.
Também teve um relacionamento com Forge, poucas vezes citado nos quadrinhos dos X-Men.

## Poderes e habilidades
Mística tem a capacidade de mudar suas células para adquirir a aparência e os atributos físicos do que ela se transforma, tanto em formas humanas quanto em formas animalescas. Também pode alterar sua voz para duplicar exatamente a voz de outra pessoa. Originalmente, os poderes de Mística eram limitados às aparências; ela não assumia os poderes dos mutantes em que se transformava, não alterava seu corpo para se adaptar a diferentes situações e não modificava sua massa corporal ao assumir a aparência de uma pessoa maior ou menor. Mas, devido a aprimoramentos subsequentes, Mística afirmou que sua massa corporal não é fixa.
Seu corpo já não se limita a aparências puramente orgânicas: ela também imita roupas e outros materiais como óculos, zíperes, carteiras de identidade, bolsas e até tubos de ensaio.
Mística é capaz de alterar e rejuvenescer as células de seu corpo e, assim, manter sua aparência jovem, apesar de ter vivido por mais de cem anos.
Ela recebeu seu primeiro aprimoramento de poder na minissérie X-Men Forever, na qual foi exposta a níveis perigosos de radiação para salvar a vida de Groxo. O processo aumentou seus poderes para que agora ela transforme seu corpo em certas características físicas, dependendo de sua situação no momento. Exemplos dessas novas habilidades incluem visão noturna, asas nas costas e uma armadura corporal. Ela pode se comprimir em quase duas dimensões (como uma folha de papel) para deslizar nas correntes de ar de uma forma semelhante à do Senhor Fantástico. Mística moveu seus órgãos vitais para fora do lugar para sobreviver a tiros no torso e na cabeça e pode se tornar praticamente invisível através da camuflagem. Ela também mantém uma forma quando nocauteada e pode esconder itens em bolsas metamorfoseadas sob sua pele.
Após sua morte e ressurreição pelo Tentáculo, seus poderes foram ainda mais aprimorados. Ela agora pode alterar e esconder seu cheiro daqueles com sentidos aprimorados e é capaz de mudar sua forma em maior grau, incluindo alterar seus membros para formar tentáculos e armas brancas.
Danos ao seu tecido biológico são curados de forma relativamente rápida e Mística pode obter resistência a venenos. Seus aprimoramentos permitiram que ela recuperasse rapidamente membros decepados e se recuperasse rapidamente de lesões quase fatais. Seus poderes garantem imunidade a doenças.
Mística é uma estrategista astuta em operações terroristas e uma adepta de artes marciais e tecnologia da informação. Ela tem um talento para encontrar, roubar e entender armamento de ponta. Ela é uma atriz talentosa e poliglota, sendo fluente em mais de quatorze idiomas. Sua mente é naturalmente ilegível, devido à mudança da massa cinzenta, e usa dispositivos para evitar a intrusão telepática. Além disso, com mais de um século de experiência em posar como outras pessoas, adquiriu a habilidade incomum de ser capaz de identificar pessoas posando como outras com base em linguagem corporal e mudanças nos sinais comportamentais.

## Outras versões

### Ultimate Marvel
Na continuidade ultimate da marvel, Mística é ex-amante de Charles Xavier. Durante a sua estada na Terra Selvagem com Magneto, a jovem Emma Frost vem sob a tutela de Xavier, e pouco tempo depois ele despeja toda a sua atenção em Emma. Desde então, Raven tem grande ressentimento por Xavier, o que fez com que ela fosse leal a Magneto. Ela se junta a Forge e ajuda Magneto a escapar do Triskelion, tomando seu lugar na cela da prisão, antes que ela seja substituída por Mastermind e Stacy Xe ,dando uma nova atribuição. Ela é um dos poucos que sabem como lado sombrio de Xavier opera, afirmando que "Nós todos comprados em sonho de Xavier até todos olharmos para o cérebro doente por trás dele". Mais tarde é revelado que Emma Frost nomeou o gato de Xavier depois de Mística, após o felino destruir parcialmente a decoração de seu escritório. Ela aparece rapidamente em Ultimates 3, personificando Viúva Negra para distrair Tony Stark até ser nocauteada pela Vespa. Ela é vista mais tarde com os poucos membros sobreviventes da Irmandade, ainda hospedados na Montanha Wundagore.
Ela manteve um relacionamento com fera, era inteiramente atraída pela sua inteligência, porém relacionamento não durou muito graças aos constantes problemas que ela tinha por conta de sua aparência.

## Em outras mídias

### Desenhos animados
Fora dos quadrinhos, Mística apareceu primeiramente no desenho X-Men: The Animated Series, na década de 1990. Depois, a personagem esteve em outras três séries animadas: X-Men: Evolution, Wolverine and the X-Men (série) e The Super Hero Squad Show.

### Filmes
Ela aparece nos três primeiros filmes, sendo interpretada por Rebecca Romijn em X-Men: O Filme, X-Men 2 e X-Men: The Last Stand. Como uma fiel aliada a Magneto e a seus planos, vive se disfarçando e manipulando pessoas. A personagem é interpretada por Jennifer Lawrence em X-Men: First Class, X-Men: Dias de um Futuro Esquecido, X-Men: Apocalipse e Dark Phoenix. Em First Class, além de Lawrence interpretar uma Mística jovem e Morgan Lily uma Raven criança, Romijn ainda faz uma aparição não-creditada no filme, quando Raven se transforma em uma versão adulta reagindo a Magneto dizendo que "talvez em alguns anos" aceitaria dormir com ela. Lawrence voltou como Mística em 2014 para X-Men - Dias de Um Futuro Esquecido, onde a personagem é uma das principais antagonistas e peça central da trama: a consciência de Wolverine é enviada para 1973 para impedir que Mística mate o criador dos robôs caçadores de mutantes Sentinelas, Bolívar Trask, levando a sua captura e eventual incorporação das capacidades de mimetismo de Mística a Sentinelas avançadas que mataram boa parte da humanidade. Para esse filme, Lawrence passou por um processo simplificado de maquiagem após sofrer irritações e feridas em X-Men: First Class, substituindo as próteses abaixo do pescoço por uma bodysuit. Mística voltou a ser interpretada por Lawrence em X-Men: Apocalipse (2016), atuando ao lado dos X-Men para derrotar o vilão Apocalipse. Em Dark Phoenix, Lawrence volta como Mística, para lutar ao lado dos X-Men contra Jean Grey, que estava fora de controle pelo fato de estar portando a Força Fênix, mas acaba morrendo pelas mãos da mesma.

### Videogames
Mística aparece no jogo X-Men Legends como vilã, e no jogo X-Men Legends II: Rise of Apocalypse como uma personagem não jogável. Também aparece no jogo X-Men Origins: Wolverine, com uma curiosidade: é mostrado que John Wraith é pai de Noturno pois esse diz: "Acalme-se, Srta. Darkhölme, é meu filho que você está carregando. Que você acha do nome Kurt?".
Ela é citada na linha do tempo em Marvel Ultimate Alliance, caso você mate Noturno na fase de Mephisto.
| “      | "Mística não irá gostar nada de saber que seu filho morreu. Camuflada na escuridão da noite, ela irá derrubar toda sua frustração no Professor Xavier, que o mesmo ficará meses em coma e morrerá logo após. Com a morte de seu mentor, os X-Men parará de existir" | ” |
| — Odin | |   |

Mística também aparece no jogo Marvel Lego Super heroes como uma figura do clássico brinquedo e como personagem jogável.
Com a parceria da Marvel com a Epic Games, montaram O Passe de Batalha da Temporada 4 - Capítulo 2 do Fortnite. As principais recompensas da vez são as skins temáticas do Universo Marvel, com personagens icônicos dos quadrinhos, como Thor, Wolverine, Tempestade, Homem de Ferro, e Groot.